# The Sims: Superstar
The Sims: Superstar je šestý datadisk do hry The Sims. Tento datadisk nově umožňuje stát se slavným. Na základě tohoto datadisku byly v budoucnu vydány další datadisky do her The Sims 2 a The Sims 3. Možnost pracování přímo na pozemku bylo přidáno v datadiscích The Sims 2: Ve světě podnikání a The Sims 3: Povolání snů a možnost stát se celebritou znovu najdete v The Sims 3: Po setmění a The Sims 3: Showtime.

## Studio Town
Studio Town je město postavené ve stylu 40. a 50. let 20. století podle reálného města Hollywood. NPC se ve městě se dělí na někoho (celebrity) a nikoho (návštěvníci a zaměstnanci studia). Simík má přístup do města až poté, co se rozhodne stát slavným a zažádá o práci v Studio Townu.

## Celebritou
Simík má možnost stát se slavným právě ve Studio Townu. Domů dostává časopis, kde je seznam nejpopulárnějších osobností v Sims světě. Simík má tři způsoby, jak se stát slavným: modeling, herectví a zpěv. Simík musí zvyšovat i své body dovednosti, jinak se mu zaměstnavatel vysměje. Slavné osobnosti jsou sledovány Paparazzim a mají i své skalní fanoušky. Jeden fanoušek dokonce chodí v noci k vašemu domu a položí vám na pozemek černou růži, kterou budete potřebovat k míchání elixírů v dalším datadisku do The Sims: The Sims: Makin' Magic.

## NPC postavy
- Andy Warhol
- Avril Lavigne
- Christina Aguilera
- Marilyn Monroe
- Lana
- Paparazzo
- Pristine Christine
- mnoho režisérů a producentů
- maséři, úředníci a prodavači